# Pact van Biak-na-Bato

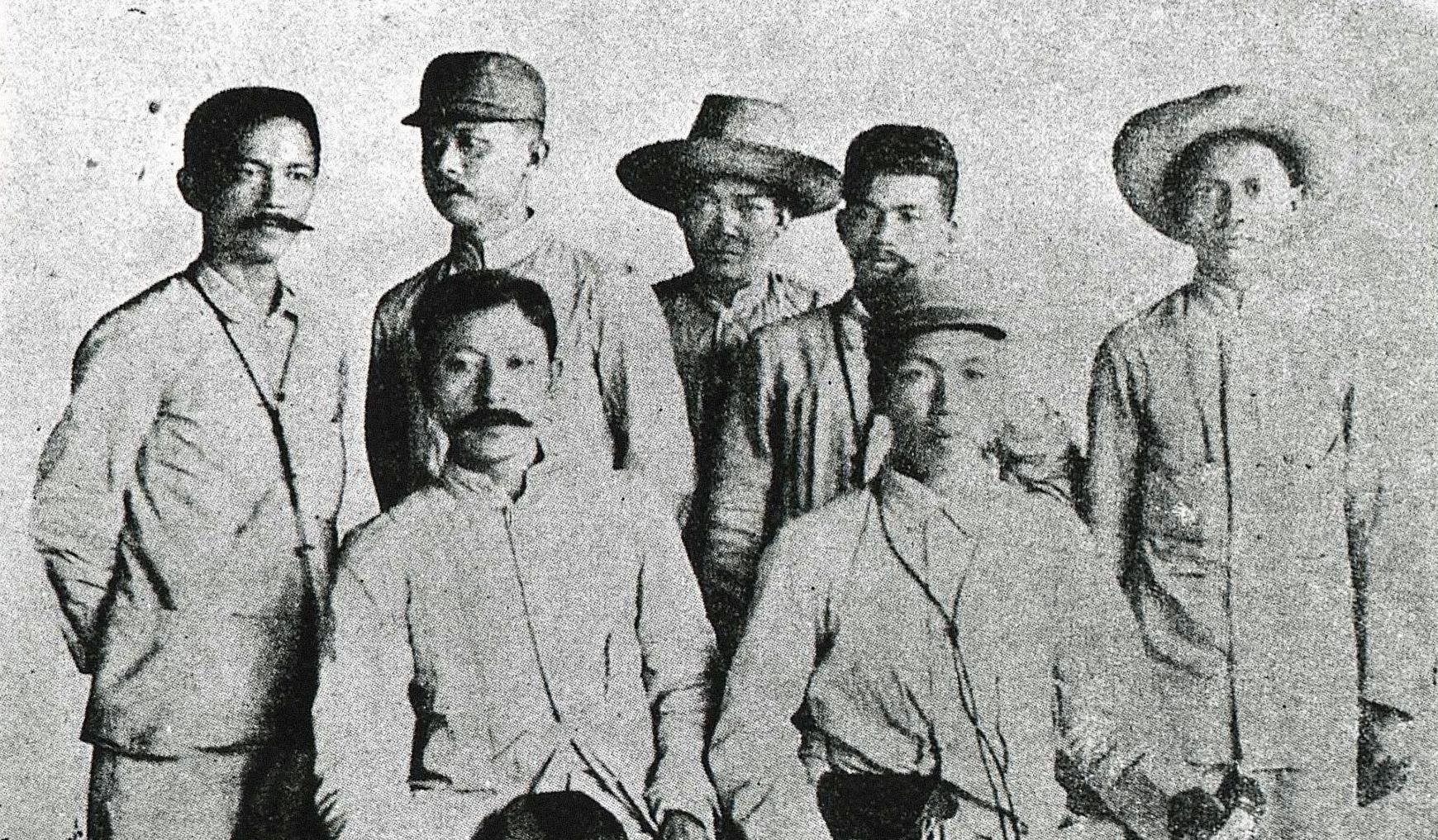
De Filipijnse onderhandelaars van het Pact van Biak-na-Bato. Staand van links naar rechts: Tomas Mascardo, Celis, Jose Ignacio Paua, Antonio Montenegro en Mariano Llanera. Zittend Pedro Paterno en Emilio Aguinaldo

Het pact van Biak-na-Bato was een pact dat op 14 december 1897 gesloten werd tussen de Spaanse gouverneur-generaal in de Filipijnen, Fernando Primo de Rivera en de leider van de Filipijnse opstandelingen Emilio Aguinaldo in Biak-na-Bato. Er werd in afgesproken dat de Filipijnse opstandelingen bij inlevering van hun wapens een pardon zouden krijgen. Bovendien dienden de leiders van de opstand vrijwillig in ballingschap in Hongkong te gaan. In totaal zou na de terugkeer van de vrede 800.000 (Mexicaanse) peso worden betaald aan de opstandelingen. Het eerste deel van het verdrag werd stipt uitgevoerd. Aguinaldo en enkele andere rebellenleiders vertrokken naar Hongkong om daar in ballingschap te gaan leven. De Spaanse koloniale overheid betaalde hen daarop de 400.000 peso. Later ontvingen de achtergebleven rebellen in Biak-na-Bato nog eens 200.000 peso. Omdat de vijandelijkheden na een maand alweer oplaaiden, werd de laatste 200.000 peso echter nooit betaald. Aguinaldo besloot daarop om de ontvangen 400.000 peso te gebruiken voor de aanschaf van wapens en keerde op 19 mei 1898 terug in de Filipijnen om de Filipijnse Revolutie voort te zetten.